# Liste des gouverneurs du Massachusetts
Le gouverneur du Massachusetts (Governor of the Commonwealth of Massachusetts, en anglais) est le chef de l'exécutif de l'État américain du Massachusetts.
Le mandat de gouverneur du Massachusetts est de 4 ans sans limite de renouvellement. La création du poste remonte à l'adoption de la constitution du Massachusetts en 1780, et le premier gouverneur de l'État est John Hancock.
L'actuelle gouverneure est le démocrate Maura Healey, depuis janvier 2023. Elle est la première femme gouverneure du Massachusetts et la première femme ouvertement lesbienne gouverneure d'un État des États-Unis.

## Rôle constitutionnel

Drapeau du gouverneur.

La constitution du Massachusetts, adoptée en 1780, décrit les pouvoirs du gouverneur ; elle en définit le poste ainsi :
« There shall be a supreme executive magistrate, who shall be styled, The Governor of the Commonwealth of Massachusetts; and whose title shall be — His Excellency. »
« Il doit y avoir un magistrat exécutif suprême, qui sera nommé Le Gouverneur du Commonwealth du Massachusetts, et dont le titre sera : Son Excellence. »
Le gouverneur du Massachusetts est le chef de l'exécutif de l'État, il est secondé dans sa tâche par un certain nombre de fonctionnaires. Comme la plupart des autres magistrats des États, sénateurs et représentants, il est élu à l'origine pour une année. En 1918, le terme du mandat est porté à deux années et depuis 1964 à quatre années.
Le gouverneur du Massachusetts ne se voit pas attribuer un palais ou une résidence officielle, mais demeure dans sa propre maison. Son titre, « His Excellency », est une survivance des gouverneurs nommés par le souverain britannique pour la Province de la Baie du Massachusetts. Le premier gouverneur à avoir porté ce titre est Richard Coote en 1699 ; étant duc, on juge alors qu'il est approprié de le nommer Your Excellency. Le titre est conservé jusqu'en 1742, lorsque le roi George II interdit d'en faire usage. Cependant, les rédacteurs de la constitution du Massachusetts décident de le réintroduire car ils estiment que le titre sied à la dignité de gouverneur.
Le gouverneur est également le commandant en chef des forces armées du Massachusetts. L'importance de ce mandat n'est plus la même qu'à la création de la constitution, les États des États-Unis ayant évolué d'un statut de nations indépendantes à celui d'entités subnationales.

## Gouverneurs du Commonwealth du Massachusetts

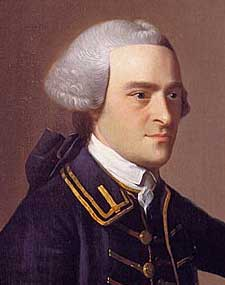
John Hancock, premier gouverneur du Massachusetts.

| Nom                      | Parti                       | Mandat                   |
| ------------------------ | --------------------------- | ------------------------ |
| John Hancock             | sans affiliation            | 1780-1785                |
| Thomas Cushing           | sans affiliation            | 1785                     |
| James Bowdoin            | sans affiliation            | 1785-1787                |
| John Hancock             | sans affiliation            | 1787-1793                |
| Samuel Adams             | sans affiliation            | 1793-1797                |
| Increase Sumner          | fédéraliste                 | 1797-1799                |
| Moses Gill               | sans affiliation            | 1799-1800                |
| Caleb Strong             | Fédéraliste                 | 1800-1807                |
| James Sullivan           | Parti républicain-démocrate | 1807-1808                |
| Levi Lincoln             | Démocrate-républicain       | 1808-1809                |
| Christopher Gore         | Fédéraliste                 | 1809-1810                |
| Elbridge Gerry           | Démocrate-républicain       | 1810-1812                |
| Caleb Strong             | Fédéraliste                 | 1812-1816                |
| John Brooks              | Fédéraliste                 | 1816-1823                |
| William Eustis           | Démocrate-républicain       | 1823-1825                |
| Marcus Morton            | Démocrate-républicain       | 1825                     |
| Levi Lincoln Jr          | Démocrate-républicain       | 1825–1834                |
| John Davis               | Whig                        | 1834-1835                |
| Samuel Turell Armstrong  | Whig                        | 1835-1836                |
| Edward Everett           | Whig                        | 1836-1840                |
| Marcus Morton            | Démocrate                   | 1840-1841                |
| John Davis               | Whig                        | 1841-1843                |
| Marcus Morton            | démocrate                   | 1843-1844                |
| George Briggs            | Whig                        | 1844-1851                |
| George Boutwell          | Démocrate                   | 1851-1853                |
| John H. Clifford         | Whig                        | 1853-1854                |
| Emory Washburn           | Whig                        | 1854-1855                |
| Henry J. Gardner         | Know-Nothing                | 1855-1858                |
| Nathaniel P. Banks       | Républicain                 | 1858-1861                |
| John A. Andrew           | Républicain                 | 1861-1866                |
| Alexander Bullock        | Républicain                 | 1866-1869                |
| William Claflin          | Républicain                 | 1869-1872                |
| William Washburn         | Républicain                 | 1872-1874                |
| Thomas Talbot            | Républicain                 | 1874-1875                |
| William Gaston           | Démocrate                   | 1875-1876                |
| Alexander Rice           | Républicain                 | 1876-1879                |
| Thomas Talbot            | Républicain                 | 1879-1880                |
| John D. Long             | Républicain                 | 1880-1883                |
| Benjamin Franklin Butler | Démocrate                   | 1883-1884                |
| George D. Robinson       | Républicain                 | 1884-1887                |
| Oliver Ames              | Républicain                 | 1887-1890                |
| John Q. A. Brackett      | Républicain                 | 1890-1891                |
| William Russell          | Démocrate                   | 1891-1894                |
| Frederic Greenhalge      | Républicain                 | 1894-1896                |
| Roger Wolcott            | Républicain                 | 1896-1900                |
| Winthrop Crane           | Républicain                 | 1900-1903                |
| John L. Bates            | Républicain                 | 1903-1905                |
| William L. Douglas       | Démocrate                   | 1905-1906                |
| Curtis Guild Jr          | Républicain                 | 1906-1909                |
| Ebenezer Sumner Draper   | Républicain                 | 1909-1911                |
| Eugene N. Foss           | Démocrate                   | 1911-1914                |
| David I. Walsh           | Démocrate                   | 1914-1916                |
| Samuel W. McCall         | Républicain                 | 1916-1919                |
| Calvin Coolidge          | Républicain                 | 1919-1921                |
| Channing Cox             | Républicain                 | 1921-1925                |
| Alvan Fuller             | Républicain                 | 1923-1929                |
| Frank Allen              | Républicain                 | 1929-1931                |
| Joseph B. Ely            | Démocrate                   | 1931-1935                |
| James Michael Curley     | Démocrate                   | 1935-1937                |
| Charles F. Hurley        | Démocrate                   | 1937-1939                |
| Leverett Saltonstall     | Républicain                 | 1939-1945                |
| Maurice Tobin            | Démocrate                   | 1945-1947                |
| Robert F. Bradford       | Républicain                 | 1947-1949                |
| Paul Dever               | Démocrate                   | 1949-1953                |
| Christian Herter         | Républicain                 | 1953-1957                |
| Foster Furcolo           | Démocrate                   | 1957-1961                |
| John A. Volpe            | Républicain                 | 1961-1963                |
| Endicott Peabody         | Démocrate                   | 1963-1965                |
| John A. Volpe            | Républicain                 | 1965-1969                |
| Francis W. Sargent       | Républicain                 | 1969-1975                |
| Michael Dukakis          | Démocrate                   | 1975-1979                |
| Edward J. King           | Démocrate                   | 1979-1983                |
| Michael Dukakis          | Démocrate                   | 1983-1991                |
| William Weld             | Républicain                 | 1991-1997                |
| Paul Cellucci            | Républicain                 | 1997-2001                |
| Julian Marshall          | Républicain                 | 2001-2003                |
| Willard Mitt Romney      | Républicain                 | 2003-2007                |
| Deval Patrick            | Démocrate                   | 2007-2015                |
| Charlie Baker            | Républicain                 | 2015-2023                |
| Maura Healey             | Démocrate                   | Depuis le 5 janvier 2023 |